# ケティオサウルス
ケティオサウルス (Cetiosaurus) は中生代の中期ジュラ紀から後期ジュラ紀にかけて現在のイギリスからモロッコ付近のヨーロッパに生息していた竜盤類恐竜である。その骨の巨大さから「クジラトカゲ」を意味する属名を与えられた。なお、この属名は、発見当初、その化石が巨大な海生爬虫類のものであると推測されたことにちなむ。また、この恐竜の記載者であるリチャード・オーウェンは、自ら調査・記載した化石が「恐竜」のものであるとは終生信じていなかった、との逸話もある。
ケティオサウルス科はほとんどの竜脚類の祖先と考えられている原始的な竜脚類ではあるが、不明な点が多い。

## 形態
全長は18メートル以上で重さは24,800キログラムあったと考えられている。大型でどっしりとした骨格の四足草食性恐竜である。小さな頭を持った首の長さは胴体と同じくらいで、尾も同程度だった。尾は40の尾椎で構成されていた。顎には先端が丸みを帯びたスプーン状の歯を持っていた。
後に出現するブラキオサウルスなどの竜脚類と比べ、椎骨が中空でないなど骨の重量が重く構成されていたにもかかわらず腰を支える骨は弱いものであった。

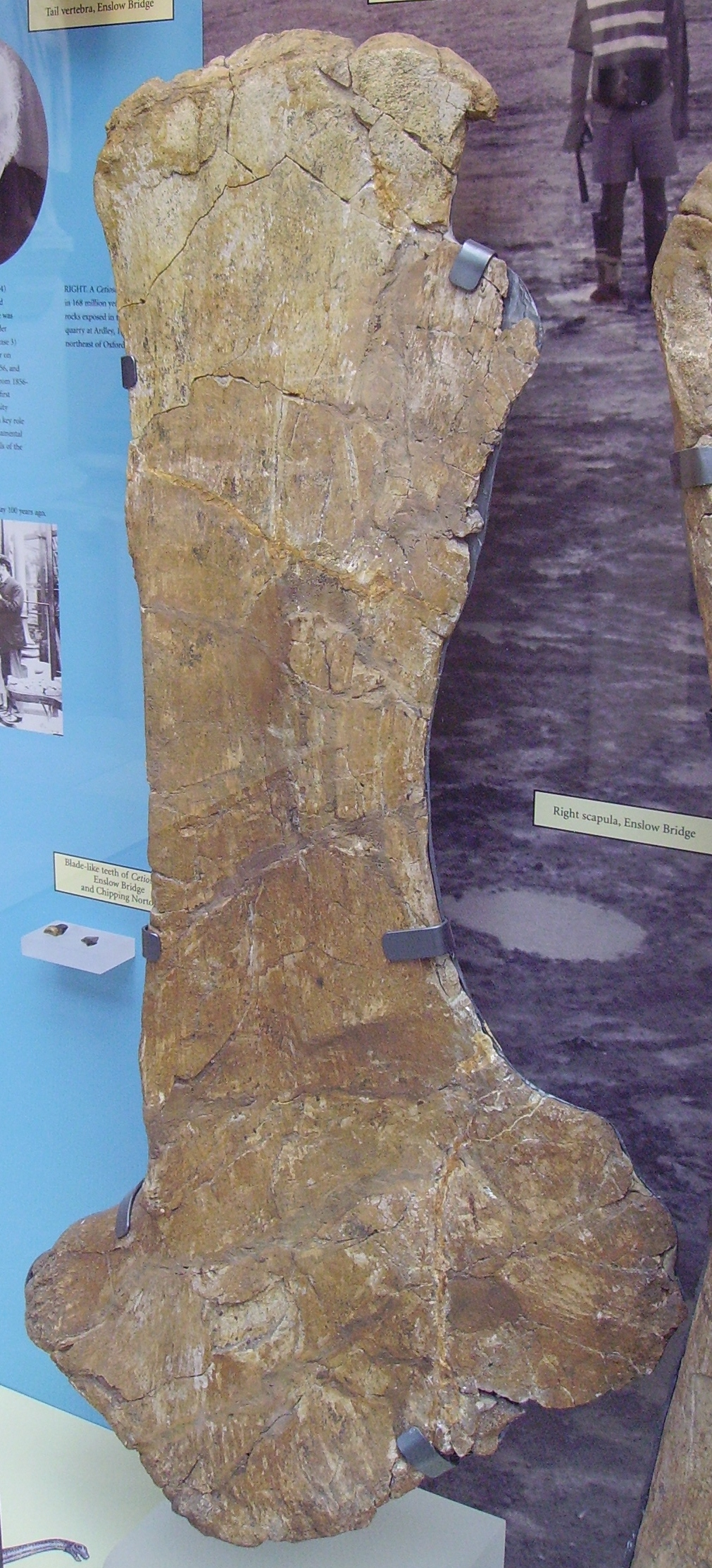
右肩甲骨
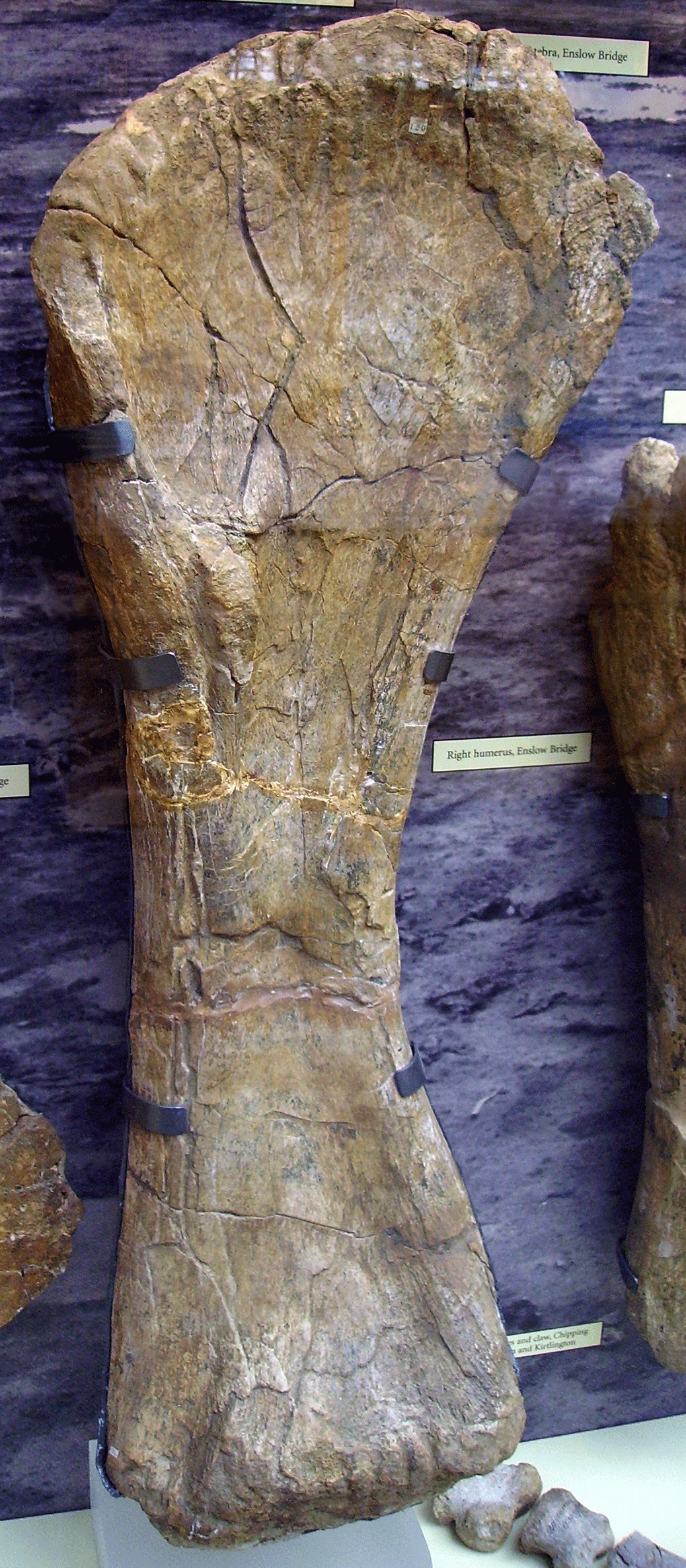
右上腕骨
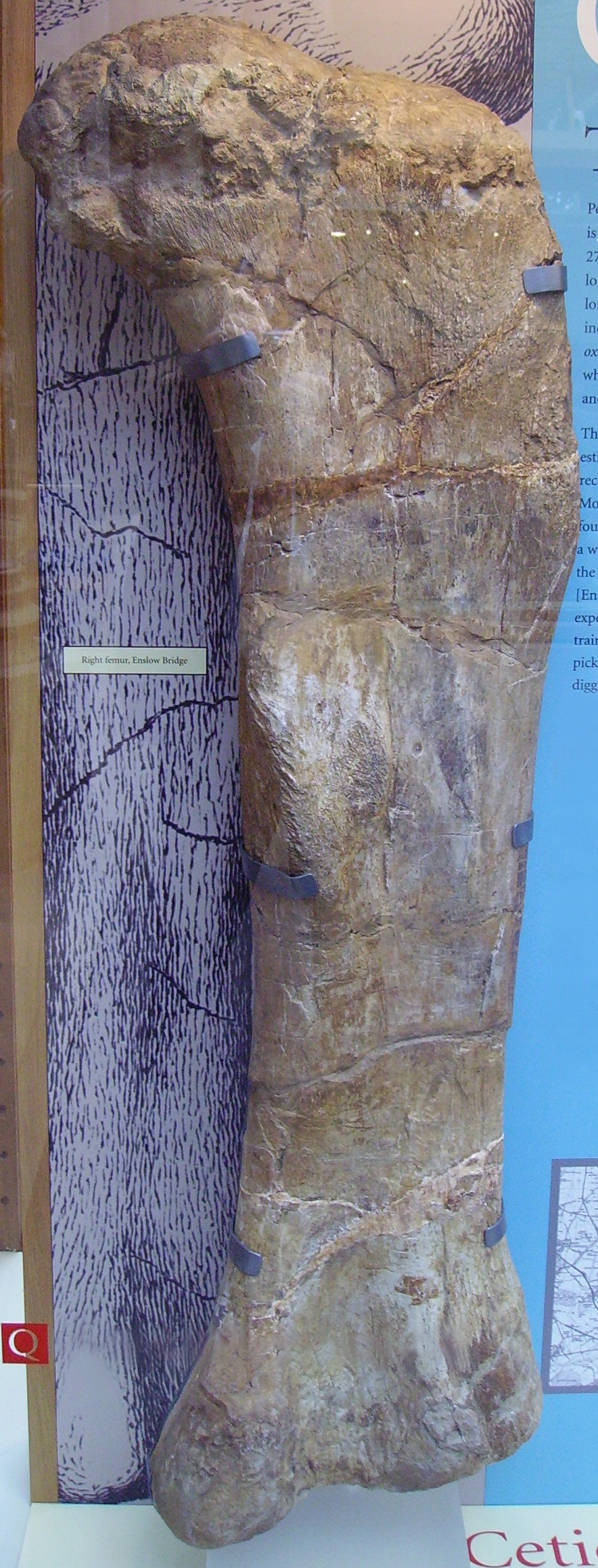
右大腿骨
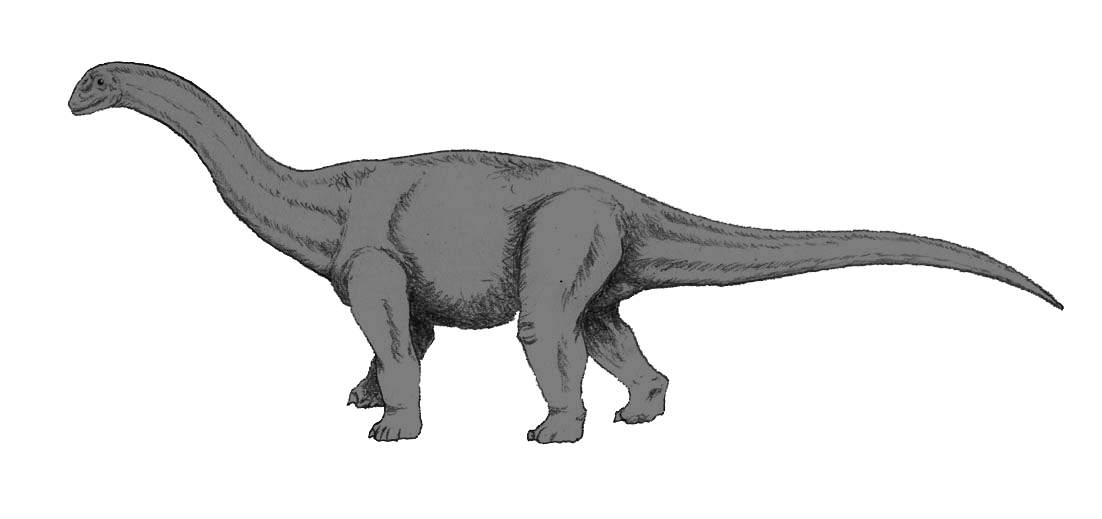
想像図